# Semaeopus hepaticata
Semaeopus hepaticata là một loài bướm đêm trong họ Geometridae.